# Katedrála Nanebevzetí Panny Marie (Bolzano)
Katedrála Nanebevzetí Panny Marie v severoitalském Bolzanu, či jen bolzanská katedrála, dóm apod. italsky duomo di Bolzano, Duomo di Santa Maria Assunta, německy Dom Maria Himmelfahrt) je nevýznamnější kostel ve městě Bolzano a konkatedrála bolzansko-brixenské diecéze. Katedrála má také oficiální německý název Dom Maria Himmelfahrt, či Bozner Dom, případně také Propsteipfarrkirche Bozen, neboť tato oblast Itálie je dvojjazyčná.
Nachází se uprostřed Waltherova náměstí v Bolzanu.

## Dějiny

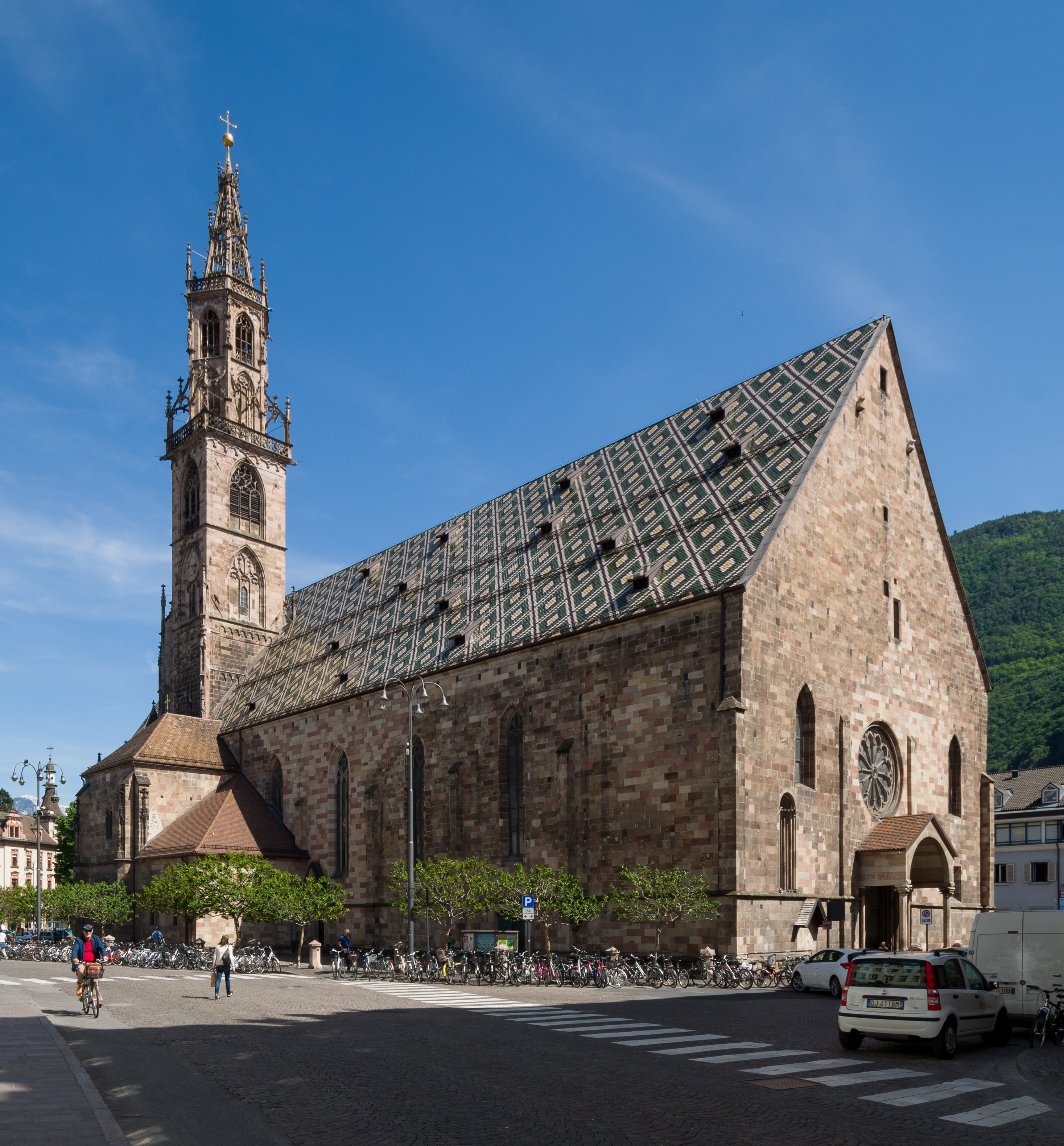
Průčelí katedrály

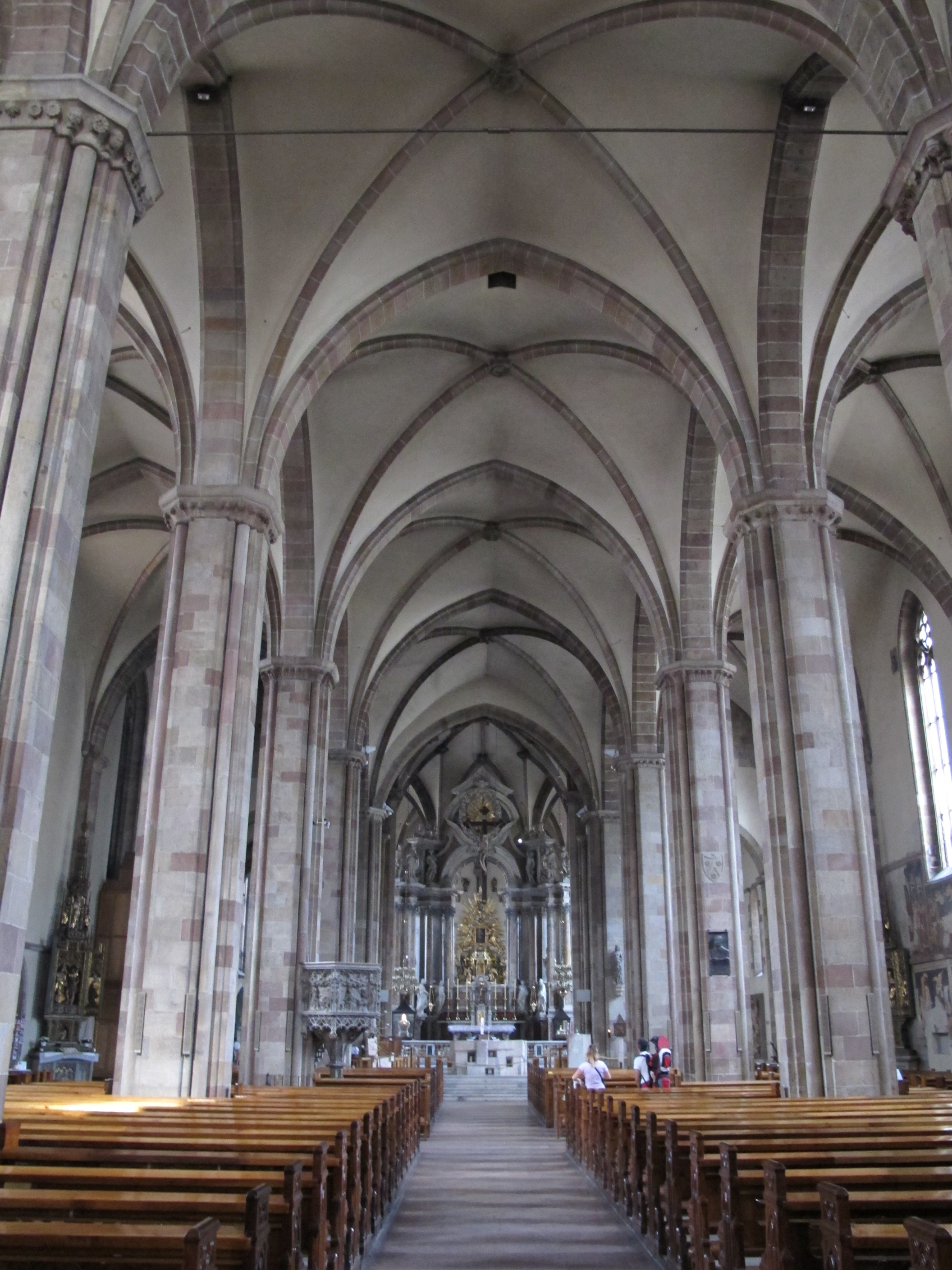
Interniér katedrály

Na podzim roku 1948, byly při restaurování bolzanské katedrály těžce poškozené bombardováním v roce 1944, pod podlahou nalezeny základy jiných tří kostelů, jejichž doba vzniku se datuje od 4. do 12. století a dokonce byl objeven náhrobní kámen s nápisy z dob Římského impéria.